# Ophion longigena
Ophion longigena là một loài tò vò trong họ Ichneumonidae.